# Netanyacra nuevoleonis
Netanyacra nuevoleonis là một loài tò vò trong họ Ichneumonidae.